# Динамика сыпучих сред

Прекращение высыпания гранулированного материала через узкое отверстие вследствие образования арки (красные шарики на схеме)

Динамика сыпучих сред — раздел физики, изучающий движение сыпучих (гранулированных) материалов.  При соответствующих условиях гранулированные материалы могут вести себя и как твердое тело, и как жидкость, и как газ. Причем каждая "фаза" обладает уникальными свойствами, отличающими гранулированные материалы от всех других веществ.

## Список литературы
- Энциклопедия «Физика в Интернете». Физика гранулированных материалов (архивированная копия)
- Динамика сыпучих материалов — новое слово в физике (архивированная копия)
- Теоретическое описание гранулированных материалов
- Когда лавина катится, а когда скользит
- Открыт эффект Лейденфроста в сыпучих материалах
- Towards a Landau-Ginzburg-type Theory for Granular Fluids. J. Wakou, R. Brito, M. H. Ernst
- Granular Shear Flow Dynamics and Forces : Experiment and Continuum Theory. L. Bocquet, W. Losert, D. Schalk, T.C. Lubensky, J.P. Gollub
- Granular dynamics
- Two scenarios for avalanche dynamics in inclined granular layers. Tamas Borzsonyi, Thomas C. Halsey, Robert E. Ecke
- Садовский В. М. Реологические модели разномодульных и сыпучих сред // Дальневосточный математический журнал. — 2003. — Т. 4. — № 2. — С. 252—263.
- Садовский В. М. К теории распространения упругопластических волн в сыпучих средах // ДАН. — 2002. — Т. 386. — № 4. — С. 487—489.
- Садовский В. М. Численное моделирование в задачах динамики сыпучих сред // Тр. математического центра им. Н. И. Лобачевского. — Казань: Казанское математическое общество. — 2002. — Т. 15. — С. 183—198.
- Садовский В. М. Задачи динамики сыпучих сред // Мат. моделирование. — 2001. — Т. 13. — № 5. — С. 62-74.
- Бондаренко Н. Ю., Садовский В. М. Параллельные алгоритмы решения задач динамики сыпучих сред // Материалы II школы-семинара «Распределенные и кластерные вычисления». — Красноярск: ИВМ СО РАН, 2002. — С. 166—176.
- Guide Tour for Granular Dynamics
- Computational Granular Dynamics. Models and Algorithms Pöschel, Thorsten, Schwager, T.2005, X, 322 p. 133 illus., Hardcover ISBN 978-3-540-21485-4
- Brilliantov N.V., Pöschel T. Kinetic Theory of Granular Gases
- University of Nottingham. Granular dynamics group
- Experiments on granular dynamics
- М. А. Гольдштик «Процессы переноса в зернистом слое», Новосибирск, 1984,
- Н. Б. Урьев «Физико-химические основы технологии дисперсных систем и материалов», М., Химия, 1988,
- Н. Б. Урьев, А. А. Потанин «Текучесть суспензий и порошков», М., Химия 1992.